# Юркова, Лидия Витальевна
Лидия Витальевна Юркова (бел. Лідзія Вітальеўна Юркаўна; род. 15 января 1967, Могилёв), в девичестве Около-Кулак (бел. Около-Кулак) — советская и белорусская легкоатлетка, специалистка по бегу с барьерами. Выступала за сборные СССР и Белоруссии по лёгкой атлетике в 1985—1997 годах, обладательница бронзовой медали чемпионата Европы, победительница и призёрка первенств национального значения, участница летних Олимпийских игр в Атланте.

## Биография
Лидия Около-Кулак родилась 15 января 1967 года в городе Могилёве Белорусской ССР.
Начала заниматься лёгкой атлетикой в 1980 году, состояла в добровольном спортивном обществе «Урожай», позже представляла Профсоюзы (Могилёв). Была подопечной тренера Любови Фещенко.
Впервые заявила о себе на международном уровне в сезоне 1985 года, когда вошла в состав советской сборной и выступила на юниорском европейском первенстве в Котбусе, где выиграла бронзовую медаль в беге на 100 метров с барьерами и стала серебряной призёркой в эстафете 4 × 100 метров.
Будучи студенткой, в 1987 году представляла Советский Союз на Универсиаде в Загребе — в барьерном беге на 100 метров финишировала в финале седьмой.
В 1989 году в той же дисциплине одержала победу на чемпионате СССР в Горьком, получила серебро на Универсиаде в Дуйсбурге.
В 1990 году уже под фамилией Юркова взяла бронзу в беге на 60 метров с барьерами на зимнем чемпионате СССР в Челябинске, тогда как на летнем чемпионате СССР в Киеве выиграла серебряную награду в беге на 100 метров с барьерами, установив при этом свой личный рекорд — 12,66 (данный результат в течение 26 лет считался национальным рекордом Белоруссии, пока не был превзойдён Алиной Талай). Помимо этого, финишировала четвёртой на Играх доброй воли в Сиэтле, третьей на чемпионате Европы в Сплите, второй на Финале Гран-при IAAF в Афинах.
В 1991 году показала четвёртый результат в барьерном беге на 60 метров на чемпионате мира в помещении в Севилье.
После распада Советского Союза Юркова осталась действующей спортсменкой и продолжила принимать участие в крупнейших международных стартах в составе белорусской национальной сборной. Так, в 1994 году она победила на чемпионате Белоруссии в беге на 100 метров с барьерами, стартовала на чемпионате Европы в Хельсинки.
В 1995 году вновь была лучшей в зачёте белорусского национального первенства, выступила на чемпионате мира в Гётеборге.
В 1996 году стала второй на Кубке Европы в Мадриде. Благодаря череде удачных выступлений удостоилась права защищать честь страны на летних Олимпийских играх в Атланте — здесь выбыла из борьбы за медали на стадии четвертьфиналов, показав результат 13,07.
В 1997 году бежала 60 метров с барьерами на чемпионате мира в помещении в Париже, сумела дойти до полуфинала.
Завершила спортивную карьеру из-за старой травмы ахиллова сухожилия. Впоследствии переехала на постоянное жительство в Москву, где воспитывала двоих детей и помогала мужу заниматься бизнесом.